# 馬蒂亞勒山脈

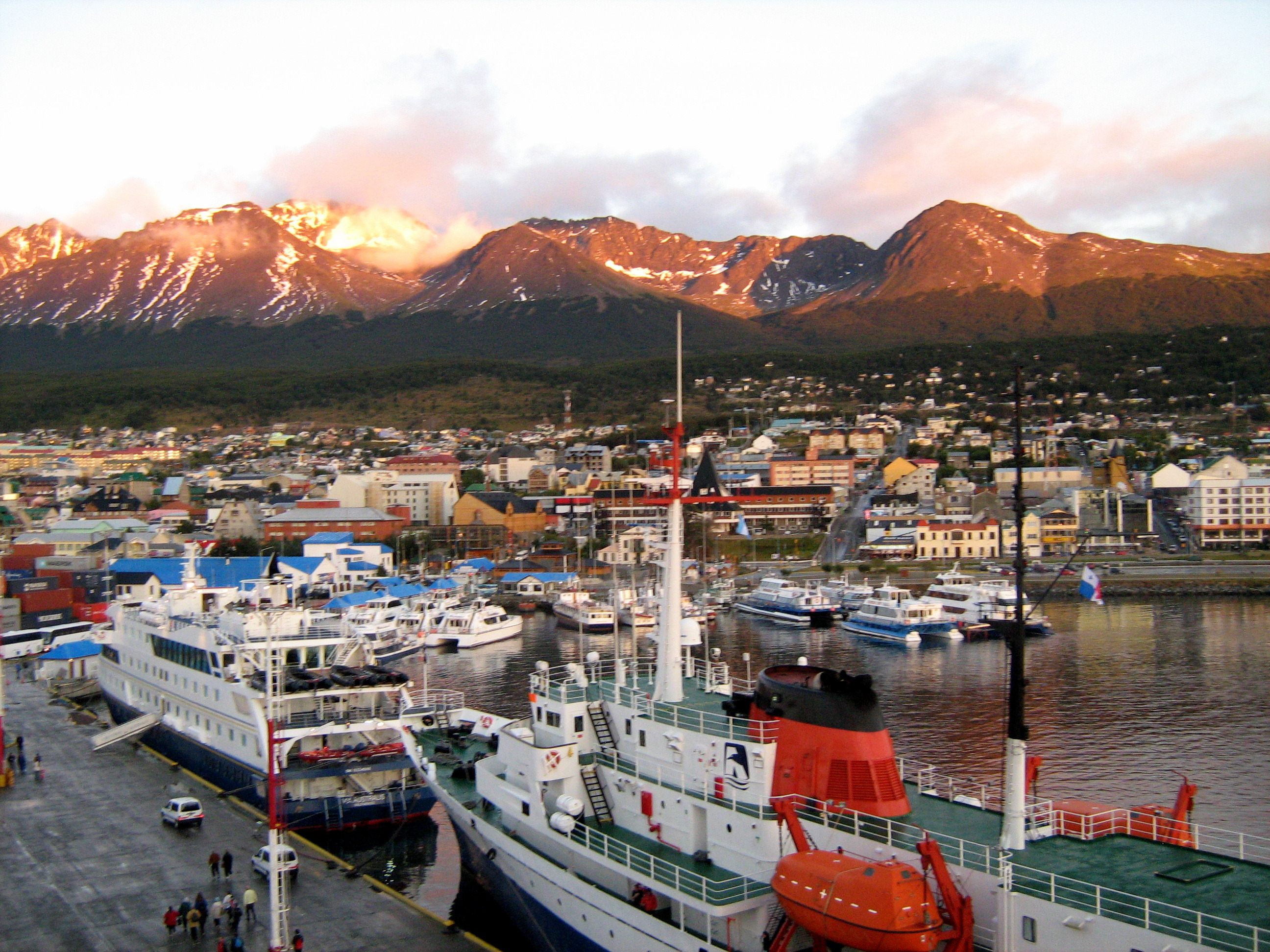

54°46′S 68°23′W / 54.767°S 68.383°W
馬蒂亞勒山脈（西班牙語：Montes Martial），是阿根廷的山脈，位於該國南部火地省的大火地島，處於達爾文山脈以東和烏斯懷亞以北，屬於安第斯山脈的一部分。